# Der Sternenmacher
Der Sternenmacher, auch bekannt als Der Sternenschöpfer (Originaltitel: Star Maker) ist ein Science-Fiction-Roman des englischen Autors Olaf Stapledon. Der 1937 erschienene Roman gilt heute (zusammen mit Die letzten und die ersten Menschen und Sirius) als bekanntestes und einflussreichstes Werk Stapledons. 

## Inhalt
Der Roman handelt davon, wie sich der Geist eines namenlosen Protagonisten von dessen Körper löst und eine Reise durch das Universum unternimmt. Dabei begegnet er vielen anderen Lebensformen, erlebt die Entstehung und das Vergehen ganzer Welten und trifft schließlich auf den Schöpfer des Universums selbst, den Sternenmacher.

## Ausgaben
- Star Maker. Methuen Publishing, London 1937
  - Deutsch: Der Sternenmacher. Übersetzt von Thomas Schlück. Heyne SF&F #3706/3707, 1966. Neuausgabe als: Der Sternenschöpfer. Heyne Bibliothek der Science Fiction Literatur #5, 1982, ISBN 3-453-30795-X.